# Луций Побликола Приск
Луций Побликола Приск (на латински: Lucius Poblicola Priscus) е политик и сенатор на Римската империя през 2 век.
През 145 г. той е суфектконсул заедно с Луций Ламия Силван.